# Nekrassowo (Kaliningrad, Gurjewsk)
Nekrassowo (russisch Некрасово, deutsch Liska-Schaaken, litauisch Liskas-Žokai, polnisch Szaki) ist ein Ort in der russischen Oblast Kaliningrad. Er gehört zur kommunalen Selbstverwaltungseinheit Stadtkreis Gurjewsk im Rajon Gurjewsk.

## Geographische Lage
Die Ortschaft liegt in der historischen Region Ostpreußen, 24 Kilometer nordnordöstlich von Königsberg (Kaliningrad) unweit der Südküste des Kurischen Haffs (russisch: Kurschski saliw). Von der Kommunalstraße 27K-053, die von Gurjewsk (Neuhausen) in nördlicher Richtung über Lasowskoje (Trömpau) nach Kaschirskoje (Schaaksvitte) führt, zweigt in Schemtschuschnoje (Kirche Schaaken) die Kommunalstraße 27K-044 ab, die nach Chrabrowo (Powunden) führt und durch Nekrassowo verläuft. Bis 1945 bestand Bahnanschluss über Kirche Schaaken an der Bahnstrecke Prawten–Schaaksvitte (Lomonossowo–Kaschirskoje) der Königsberger Kleinbahn, die nicht mehr in Betrieb ist.

## Geschichte

Schaaken nordnordöstlich von Königsberg, unweit der Südküste des Kurischen Haffs, auf einer Landkarte von 1910.

Das vormalige Schaaken entstand als Burg Schaaken des Deutschen Ordens nordöstlich von Königsberg (Preußen), 3 km vom Kurischen Haff, und bestand aus Liska-Schaaken mit Domäne Schaaken (heute unter dem Namen „Nekrassowo“ zusammengeführt) und Kirche Schaaken (russisch: Schemtschuschnoje). Schon zu prußischer  Zeit befand sich hier ein Handelsplatz mit einer Befestigungsanlage, die der Deutsche Orden für seine Verteidigungszwecke nutzte. Südöstlich davon entstand wohl schon vor 1370 eine Lischke, aus der das Dorf Liska-Schaaken wurde. Weiter nördlich am Kurischen Haff entwickelte sich eine Vitte, die Schaaksvitte (russisch: Kaschirskoje), wo sich Fischer ansiedelten zum Fang und Verpacken von Heringen. Bereits Mitte des 14. Jahrhunderts wurde eine Kirche errichtet und zwar zwei Kilometer südöstlich der Burg in dem später Kirche Schaaken genannten Ort (russisch: Schemtschuschnoje).
1525 wurde Schaaken Sitz eines herzoglichen Kammeramtes, und von 1815 bis 1819 residierte hier ein Landratsamt, das dann im Landkreis Königsberg (Preußen) aufging. Am 30. April 1874 wurde Schaaken namensgebender Ort eines Amtsbezirkes, der bis 1945 bestand und zum Landkreis Königsberg (Preußen), 1939 bis 1945 Landkreis Samland, im Regierungsbezirk Königsberg der preußischen Provinz Ostpreußen gehörte.

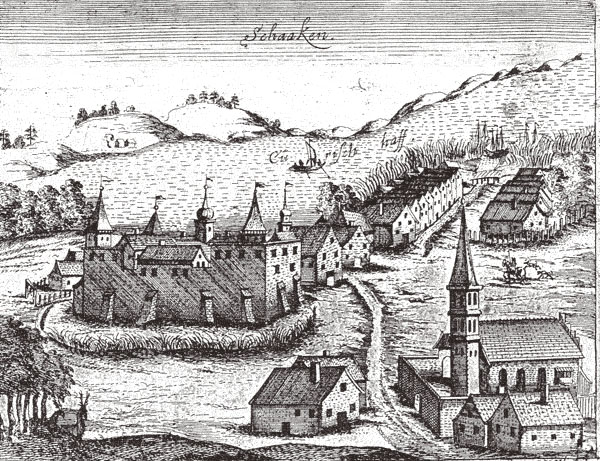
Schaaken mit Burg und Kirche in einer Ansicht von Caspar Henneberger von 1576

Am 27. Mai 1893 wurde die bis dahin kommunalfreie Ortschaft Kirche Schaaken (Schemtschuschnoje) in die Landgemeinde Liska-Schaaken eingegliedert. Hier waren im Jahre 1910 339 Einwohner registriert. Am 30. September 1928 wurde die Domäne Schaaken nach Liska-Schaaken eingemeindet.
Nach Besetzung durch die Rote Armee im Januar 1945 gegen Ende des Zweiten Weltkriegs wurde Liska-Schaaken zusammen mit der nördlichen Hälfte Ostpreußens von der Sowjetunion besatzungsrechtlich in eigene Verwaltung genommen. Im Jahr 1947 erhielt der Ort die russische Bezeichnung Nekrassowo und wurde gleichzeitig dem Dorfsowjet Kaschirski selski Sowet im Rajon Gurjewsk zugeordnet. Im Jahr 1954 gelangte der Ort in den Marschalski selski Sowet. Von 2008 bis 2013 gehörte Nekrassowo zur Landgemeinde Chrabrowskoje selskoje posselenije und seither zum Stadtkreis Gurjewsk.

### Einwohnerentwicklung
| Jahr | Einwohner |
| ---- | --------- |
| 1933 | 524       |
| 1939 | 567       |
| 2002 | 513       |
| 2010 | 488       |

### Domäne Schaaken
Während Kirche Schaaken bereits am Ende des 19. Jahrhunderts nach Liska-Schaaken eingemeindet wurde, kam die Domäne Schaaken erst 1928 zu der Landgemeinde. 1912 hatte Adolf Riebensahm die knapp 600 Hektar große Domäne gepachtet, die nach ihm sein Sohn, ebenfalls Adolf genannt, bis 1941, dann dessen  Witwe Vera Riebensahm bis 1945 führte. Während der Ortsteil Kirche Schaaken in sowjetischer Zeit als „Schemtschuschnoje“ wieder wie vor 1893 verselbständigt wurde, ging die Domäne Schaaken in Nekrassowo auf. Nach 1945 wurde der Betrieb in einen Kolchos umfunktioniert.

### Amtsbezirk Schaaken (1874–1945)
Der am 30. April 1874 gegründete Amtsbezirk Schaaken bestand anfangs aus 14 Landgemeinden bzw. Gutsbezirken:
| Deutscher Name         | Russischer Name   | Bemerkungen                                                            |
| ---------------------- | ----------------- | ---------------------------------------------------------------------- |
| Landgemeinden:         |                   |                                                                        |
| Adlig Schaaksvitte     | Kaschirskoje      | vor 1908 zur Landgemeinde Schaaksvitte mit Kgl. Schaaksvitte vereinigt |
| Eythienen              | Starorusskoje     |                                                                        |
| Königlich Schaaksvitte | Kaschirskoje      | vor 1908 zur Landgemeinde Schaaksvitte mit Adl. Schaaksvitte vereinigt |
| Konradsvitte           |                   | 1928 in die Landgemeinde Steinort eingegliedert                        |
| Liska-Schaaken         | Nekrassowo        |                                                                        |
| Nickelsdorf            | Owraschnoje       | 1930 in den Amtsbezirk Sudnicken umgegliedert                          |
| Sand bei Schaaken      |                   | 1928 in die Landgemeinde Schaaksvitte eingegliedert                    |
| Schmiedehnen           | Kijewskoje        |                                                                        |
| Steinort               | Primorskoje       |                                                                        |
| Thiemsdorf             | Prawdino          |                                                                        |
| Gutsbezirke:           |                   |                                                                        |
| Domäne Schaaken        | Nekrassowo        | 1928 in die Landgemeinde Liska-Schaaken eingegliedert                  |
| Kirche Schaaken        | Schemtschuschnoje | 1893 in die Landgemeinde Liska-Schaaken eingegliedert                  |
| Waldstein              |                   | 1897 in den Amtsbezirk Bledau umgegliedert                             |
| Wesselshöfen           | Wassiljewskoje    | 1928 in die Landgemeinde Eythienen eingegliedert                       |

Am 1. Januar 1945 bestand der Amtsbezirk Schaaken aufgrund der strukturellen Veränderungen noch aus sechs Gemeinden Eythienen, Liska-Schaaken, Schaaksvitte, Schmiedehnen, Steinort und Thiemsdorf.

## Persönlichkeiten
- Gustav Kuhr (1914–2000), Bootsbauer
- Dietrich Riebensahm (1931–2013), Politiker (FDP)

## Kirche
Die überwiegende Mehrheit der Bevölkerung Liska-Schaakens vor 1945 war evangelischer Konfession. Das Dorf war in das Kirchspiel Schaaken eingepfarrt. Das Gotteshaus stand in Kirche Schaaken (russisch: Schemtschuschnoje). Die Pfarrei gehörte zum Kirchenkreis Königsberg-Land II innerhalb der Kirchenprovinz Ostpreußen der Kirche der Altpreußischen Union. Heute gibt es in Nekrassowo wieder eine eigene evangelisch-lutherische Gemeinde, eine Filialgemeinde der Auferstehungskirche in Kaliningrad (Königsberg). Sie ist Teil der Propstei Kaliningrad der Evangelisch-lutherischen Kirche Europäisches Russland (ELKER).

## Die Burg Schaaken
Die Burg Schaaken (russisch: Замок Шаакен/Samok Schaaken) wurde 1328 erstmals urkundlich erwähnt. Zu großen Teilen existiert sie noch heute.
Ab 1397 war die Burg Schaaken Sitz eines Pflegers.

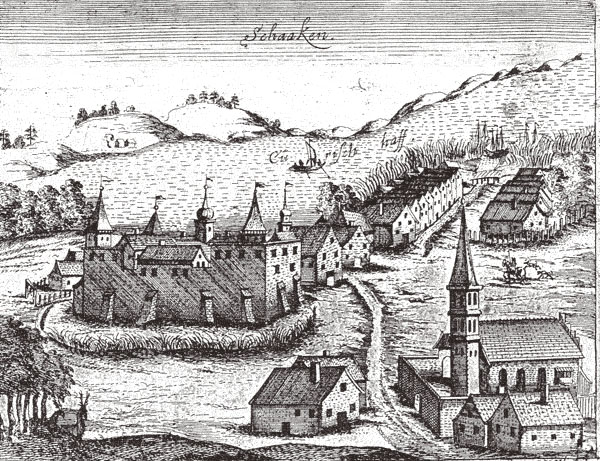
Schaaken mit Burg und Kirche in einer Ansicht von Caspar Henneberger von 1576
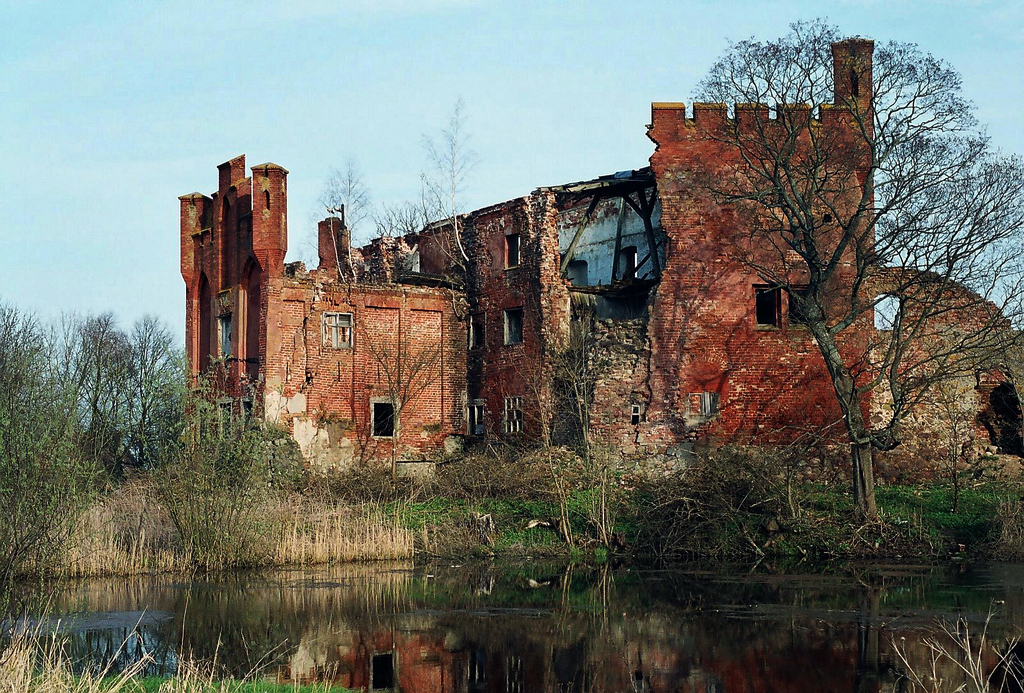
Die Burgruine Schaaken im Jahre 2010
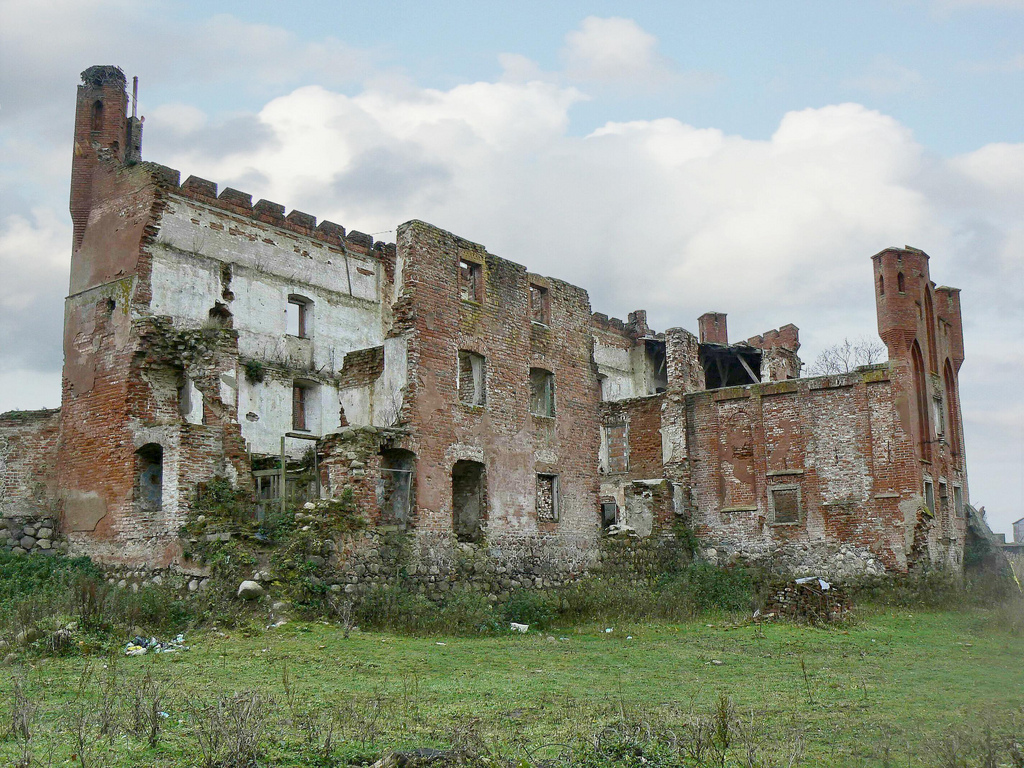
Der derzeitige Zustand der Ruine (2010)